# 川崎アゼリア
川崎アゼリア（かわさきアゼリア、英語: Kawasaki Azalea）は、神奈川県川崎市川崎区駅前本町26番地2のJR川崎駅東口地下にある地下街。1986年（昭和61年）10月1日開業。川崎駅東口再開発事業により、川崎駅東口バスターミナルと一体的に建設された。
｢アゼリア (Azalea) ｣は西洋ツツジの英名で、ツツジが川崎市の市花であることに由来する。名称は公募により決定された。

## 概要
1981年（昭和56年）12月に着工し1986年（昭和61年）に完成した。JR川崎駅東口駅前広場、東口バスターミナルの地下に位置する。地下街面積は56,704 m2で、クリスタ長堀、八重洲地下街に次いで日本で3番目の規模を有する地下街である。地上に置き換えると、東西は京急線の高架からルフロンまで、南北は京急川崎駅の入口から銀柳街までと、広い範囲に広がっている。
JR・京急線の川崎駅及び川崎駅周辺の主要な商業施設を接続する形で位置するため、平日・休日を問わず多くの人が訪れる。JR川崎駅と京急川崎駅、川崎市役所方面、ラ チッタデッラ方面を結ぶ地下道の役割を持つほか、上部に川崎駅東口バスターミナルがあり、各バス停留所への通路も兼ねる。また、地下2階には380台収容の川崎駅東口公共駐車場を備える。その他、イベントスペースも設けられている。
建設目的は、歩車分離による交通安全、駐車場不足の緩和、周囲の商業施設と一体となった商業空間の建設による競争力の強化である。総事業費は約445億円。
川崎地下街の建設認可後に静岡駅前地下街爆発事故があり、当時の建設省が今後地下街の建設を認可しない姿勢をとったため、日本最後の地下街となる予定だったが、後に防災基準を強化した上で地下街建設の認可を再開した。
アゼリアのタイルは、有田焼のタイル。その理由は、工場色のイメージが強く、駅前再開発の折に、イメージ一新のために、この透き通るような真っ白の、有田焼き白磁タイルが採用されたという。
床の大部分は本物の大理石が利用されており、開業20周年を迎える2006年（平成18年）には床の大理石を磨き上げる作業が行われた。開業20年を迎えるまでに全面改装を予定していたが、2006年までの20周年事業では通りの名称変更のみに留まった。
5年後の2010年頃から2011年前半まで、バスターミナルの新設工事で、入口が38個から24個に減少した。
その後、開業30周年を迎えるにあたり全面改装し、2016年（平成28年）3月16日にグランドオープンした。また2016年までにはバリアフリーの一環としてエスカレーターやエレベーターの設置が進められた。
開業当時のロゴはセリフの書体で、「Azalea」のAは紫で塗りつぶされ、その下に太い線があり、真ん中にオリジナルフォントで「アゼリア」と書かれていた。2010年、旧バスターミナルからの入口の看板を最後に無くなった。2000年ごろ、紫で塗りつぶされていたところが透明になり、「アゼリア」が消え、「Azal」のすき間に「カワサキ・アゼリア」と移動した。「Azalea」のみのロゴもあった。「Azalea」のロゴは、2015年まで使われていた。その後「アゼリア」の下に「azalea」というロゴに変更した。「アゼリア」の書体はオリジナル。

## 接続する施設
- JR川崎駅（東口）
- 京急ロード経由
  - 京急川崎駅
- 市役所ロード・東広場経由
  - 川崎市役所
  - 川崎DICE

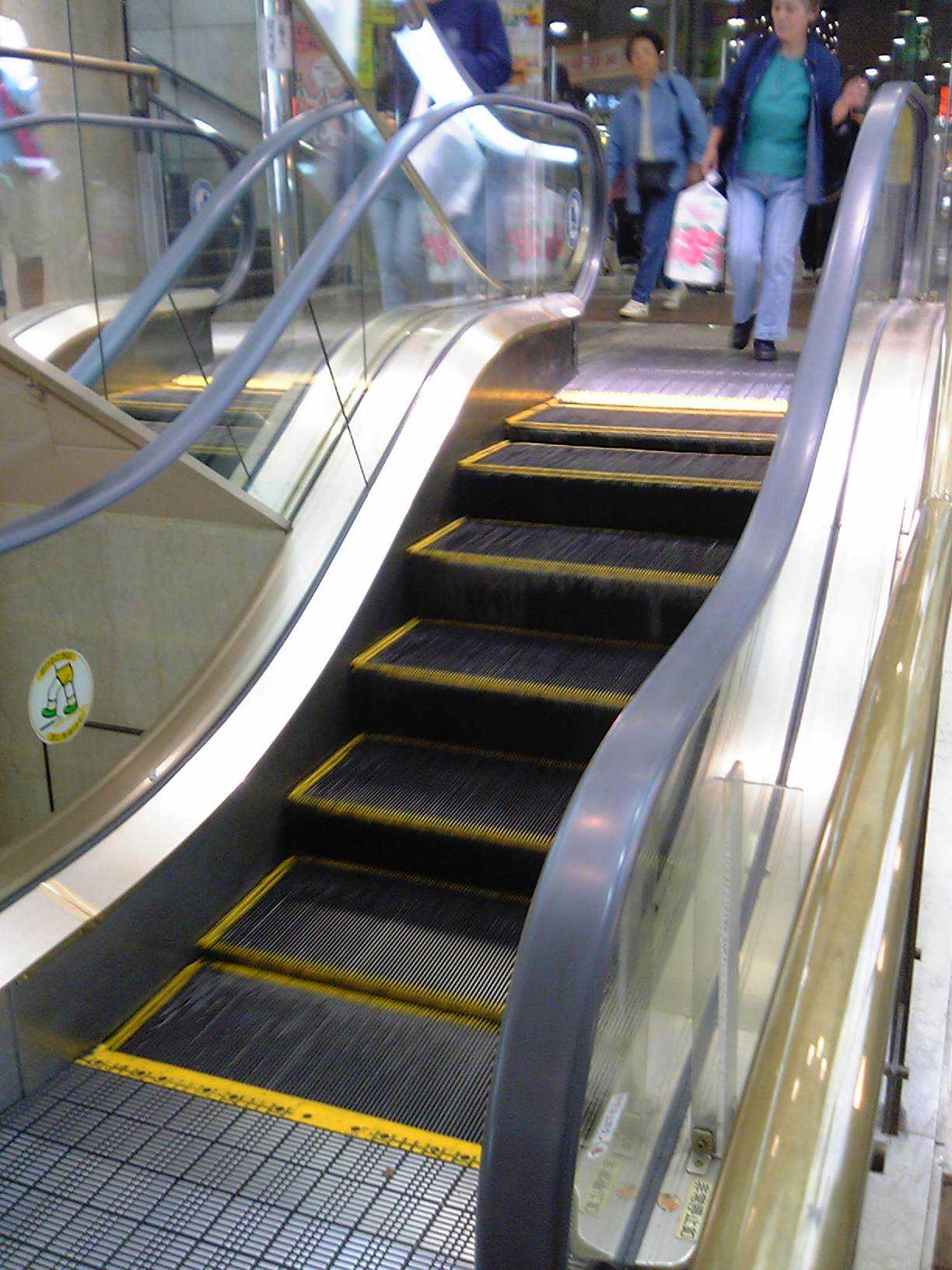
世界一短いエスカレーター「プチカレーター」

  - 川崎岡田屋モアーズ：地下街アゼリアとの接続部に、世界一短いエスカレーター「プチカレーター」がある[7][8]。
- 新川ロード経由（駅側）
  - ルフロン
    - ヨドバシカメラ マルチメディア川崎ルフロン（旧川崎西武）

  - 川崎日航ホテル
  - 興和川崎東口ビル
- 新川ロード・南広場経由
  - さいか屋川崎店（2015年閉店）現在は、自動販売機を設置している。
    - 川崎ゼロゲート（さいか屋川崎店跡地に建設）

  - ラ チッタデッラ
- サンライト広場・グルメッセ経由
  - 銀柳街、仲見世通り、たちばなモール（商店街）
  - NMF川崎東口ビル（旧リクルートビル。ここに、川崎アゼリア株式会社の本社がある。）
    - 川崎公証役場、神奈川県弁護士会川崎法律相談センター

## 通路・広場
川崎アゼリア内には、中央にサンライト広場が位置し、東側、西側、南側に地下街が広がっている。
- Sunlight Plaza：サンライト広場（中央にある広場。吹き抜けの屋根から光が差し込むことに由来。2006年以前は、正式名称は中央広場となっていた）
- 東広場
- 南広場

2016年までの全面改装によって、その他の各エリアは名称が変更となった。以下は現行のものである。フロアガイドの色分け等に名残が見られる。
- (旧)GREEN ZONE → LIFEGRAND
- (旧)BLUE ZONE → DELICHIKA
- (旧)ORANGE ZONE → GOURMESSE

また改装後は通路に愛称はなく、（1st・2nd・3rd）Avenueとされている（グルメッセを除く）。
以下は、2006年から2015年ごろまで称されていたものである。（2016年以降も○○ロードは現役）
"英語名"："日本語名"（イメージした絵）
BLUE ZONE（東側）
名称には水・空に関連するものを冠していた。

- River Walk：リバー ウォーク（川）
- Ocean Walk：オーシャン ウォーク（海）
- Sky Walk：スカイ ウォーク（空）
- Stream Pass：ストリーム パス（小川のとなりの道）
- Shinkawa Road：新川ロード（森と霧）（現在も、ルフロン側の店舗にも、1世代前のタイルや看板が残っている）

GREEN ZONE（西側）
名称には自然に関連するものを冠していた。
- Forest Walk：フォレスト ウォーク（森）
- Glove Walk：グローヴ ウォーク（木のトンネル？）
- Leaf Walk：リーフ ウォーク（葉）
- Floral Pass：フローラル パス（花道）
- City Hall Road：市役所ロード（たっぷりのラベンダー）
- Keikyu Road：京急ロード（牧場）

ORANGE ZONE（南側）
- Gourmet Walk：グルメ ウォーク（夕日の牧場）

グルメウォークの名称は、この通りにレストランが多いため。
開業当時から2005年後半までは、次の通路名を称されていた。
南（東側）
- 南1番街（スカイウォーク→DELICHIKA 1st avenue）
- 南2番街（オーシャンウォーク→DELICHIKA 2nd avenue）
- 南3番街（リバーウォーク→DELICHIKA 3rd avenue）
- 南4番街（グルメウォーク→GOURMESSE）
- 中4番街（グルメウォーク→GOURMESSE）
- 南通路（ストリームパス→名称なし）
- 新川通り（新川ロード）

北（西側）
- 北1番街（フォレストウォーク→LIFEGRAND 1st avenue）
- 北2番街（グルーヴウォーク→LIFEGRAND 2nd avenue）
- 北3番街（リーフウォーク→LIFEGRAND 3rd avenue）
- 北4番街（グルメウォーク→GOURMESSE）
- 中4番街（グルメウォーク→GOURMESSE）
- 北通路（フローラルパス→名称なし）
- 市役所通り（市役所ロード）
- 京浜通り→京急通り（京急ロード）

※中4番街は、2006年のリニューアルで、南4番街と北4番街を合併し、グルメウォークとなった。

### その他

#### ロード
- 市役所ロード
- 京急ロード
- 新川ロード

2016年までに「○○通り」から「○○ロード」に変更された。
京急ロードは開業当時は京浜通りだったが、8か月後の1987年6月に京浜川崎駅が京急川崎駅に名称変更したため、京急通りになった。その後に京急ロードになった。

#### 広場
広場は地上にある交差点名に関係する（西広場、京急広場は無関係）
- 東広場
- 西広場（廃止）
- 南広場
- 北広場（廃止）
- 京急広場（廃止）

西広場、北広場、京急広場は広場が狭かったか、2015年に名称を廃止した。

#### アゼリアの店舗
開業時には、川崎市行政サービスコーナーが京急ロードにあった。その後、新川ロードに移転したのち、2019年ごろに川崎駅北通路に移転した。
北4番街（後のグルメウォーク）にアゼリアギフトコーナーがあったが2015年のリニューアルで閉店。2021年12月にアゼリアセレクトという、期間限定の商品を売るアゼリアオリジナルの店舗として6年ぶりに復活したが、2024年3月31日閉店。
2016年のリニューアルで、旧フローラルパスにクリスタルロンドというアゼリアオリジナルの女性の美容店舗があったが、2022年閉店。

## アゼリア宇宙カプセル

｢アゼリア宇宙カプセル｣演奏時※2025年現在故障により稼働していない。
2007年5月撮影

地下街アゼリア内「サンライト広場」北端の川崎駅に接続する地点付近に、大規模なオルゴール式からくり時計「アゼリア宇宙カプセル」がある。
1986年（昭和61年）10月1日の地下街アゼリア開業と同時に、中央広場の一番目立つ場所に設置された。「川崎区の宝物シート」には「宝物ナンバー1-22」として登録されている。
名称の由来は、22世紀の街づくりも視野に入れたアゼリアが、「未来」を想像する際に「宇宙」という象徴が合っているため「宇宙カプセル」にしたとされる。
宇宙カプセルにエネルギーが溜まって、カプセルが下降すると開き、中にあるベルと鼓笛隊を模した人形によって約9分間の演奏が行われる。最初にベルの自動演奏が行われ、その後に人形が上昇して金管の演奏が行われ、オリジナルの行進曲が演奏される（この時もチューブラベルが鳴る）。ベルの演奏曲は季節によって変わる。
演奏中は指揮者となる人形は常時外に出ている。人形の衣装も季節によって変わる。
| 日付                                  | ベル演奏曲         | 指揮者の衣装                           |
| ------------------------------------- | ------------------ | -------------------------------------- |
| 3月上旬 - 4月中旬ごろ                 | 春の小川           | 新入生の制服                           |
| 4月中旬ごろ - 5月末日                 | 野ばら             | 兜                                     |
| 6月上旬 - 7月下旬ごろ                 | 夏の思い出         | 普通                                   |
| 7月下旬ごろ - 8月末日                 | われは海の子       | 青い帽子に青い服                       |
| 9月上旬 - 10月下旬ごろ                | 小さい秋見つけた   | 茶色い帽子                             |
| 10月下旬ごろ - 11月下旬ごろ           | もみじ             | 普通                                   |
| 11月下旬ごろ - 12月25日               | ホワイトクリスマス | サンタの服にトナカイの帽子             |
| 12月26日 - 12月30日と1月8日 - 2月末日 | 冬の星座           | 星の帽子と服など、バリエーションが多い |
| 12月31日 - 1月7日                     | 一月一日           | 袴姿                                   |

その他にも、2015年から2018年後半は地下街アゼリアのキャラクター「カワサキカワル」（中の兵隊も「オトウト」、「タマ」、「カワ」がいる。それにベルの左右にくま2匹がいる。）などを着用している。着せ替えはメンテナンス業者が担当する。
かつて演奏終了後に「サンライト広場」付近で、指揮者となる人形の着ぐるみによる子供達へのファンアピール活動を行っていた時期もあるが、2008年（平成20年）の時点ではすでにそうした活動は行われていない。
2006年（平成18年）までの開業20周年事業に伴い、2005年（平成17年）半ばからエスカレーター新設工事とともに工事が行われたため、3か月ほど演出を中止し、その後、川崎駅東口の再開発事業の一環として既設エスカレーターの全面取り換え工事が始まり、2010年（平成22年）10月4日から11月20日まで、エスカレーター4台のうち中央部2台のエスカレーターの取り換え工事が行われた。さらに地下街アゼリアへの玄関口の上屋を取り替える工事や、アゼリア宇宙カプセルの更新工事も立て続けに行われ、2010年（平成22年）10月上旬から2011年（平成23年）3月上旬・中旬にかけて、およそ半年間演出を中止していた。
上屋改良工事終了を間近に控えた2011年（平成23年）3月11日に東日本大震災が発生した。このため、電力使用制限令に基づき同地下街の節電対策として、10:00 - 20:00までの間の7回の演奏時間を5回に減らし、16:00と20:00の演奏を見合わせ、10:00・12:00・13:00・14:00・18:00とした。その後、7回に再開したのち、2014年4月からは10:00 - 21:00まで毎時の演奏となり、震災前より演奏回数が増加した。
2019年に宇宙カプセルの下降機能が故障し、エスカレーターに落下する危険性があったため、一時エスカレーターとからくりを停止し、修繕に伴いからくり部分はベルトで固定された。エスカレーターは復旧したものの、からくりは復旧の見通しが経っておらず、2025年現在も再開の見込みは立っていない。

## 公式キャラクター
開業当時は、アゼリア宇宙カプセルの指揮者がキャラクターだった。現在も宇宙カプセルに現存している（前述）。
2000年前半はパパイヤ鈴木がイメージキャラクターだった。しかも、「アゼリア王国」の国王扱いとした。挨拶には、
と書かれていた。2005年にミミハナと入れ替わる形になった。
2005年後半に「ミミハナ」という豚とウサギが混ざったキャラクターが誕生した。元気がいっぱいで、ショッピングや食べ歩きが好き。
2015年に「ミミハナ」から引き継いで、「カワサキカワル」「オトウト」という多摩川から来たキャラクターが登場した。2016年には「タマ」と「カワ」が登場して、宇宙カプセルにも登場。さらにくまのぬいぐるみも追加され、2018年まで続いた。その後、通常に戻された。現在は、4番入り口のエスカレーターなどで見れる。

## ロケ・イベント
- TBS系列
  - 1987年（昭和62年）10月 - 12月に放送された明石家さんま主演の連続テレビドラマ『男女7人秋物語』のロケで、地下街アゼリアが毎回登場した。
  - 1989年（平成元年）4月 - 6月に放送された世良公則主演の連続テレビドラマ『スクラップ』にも地下街アゼリアが登場した。
  - 2014年（平成26年）1月 - 3月に放送された向井理主演の連続テレビドラマ『S -最後の警官-』にて、池袋の地下街の設定で地下街アゼリアでロケが行われた。
- 2008年（平成20年）にはサンライト広場でももいろクローバーZ（当時ももいろクローバー）の結成お披露目が行われた。
- 毎週金曜日に「オトノハライブ」が開催されており、2011年（平成23年）4月からは一部が『うたなび!』の1コーナー「オトノバ」でも紹介されていたが、「オトノバライブ」自体が2012年（平成24年）3月限りで終了したため「オトノバ」コーナーも終了した。